# Kathrine Chemnitz
Vilhelmine Else Kathrine Dorthe Chemnitz, née Josefsen le 28 juin 1894 à Qaqortoq et morte le 1er décembre 1978 à Nuuk, est une femme politique groenlandaise féministe et engagée pour l'éducation des Groenlandaises.

## Carrière
Au début du XXe siècle, il n'y a pas d'éducation pour les femmes au Groenland. Chemnitz commence donc a travailler en tant que kiffaq, c'est-à-dire de femme de chambre, dans une famille danoise. Elle reste avec cette famille  lorsqu'ils déménagent au Danemark, où ils essayent de la faire entrer dans une école pour femmes au foyer. Cependant, la demande est rejetée par Jens Daudgaard-Jensen, qui était directeur du Royal Greenland Trade et qui avait le pouvoir d'authoriser toutes les formations que les Groenlandais voulaient entreprendre au Danemark. Le refus est « justifié » par le fait qu'elle ne serait pas respectée au Danemark de par son origine. C'est ce refus qui lui donne l'envie de devenir une championne de l'éducation des femmes groenlandaises.
La famille Chemnitz a laquelle appartient son mari est influente et instruite. Cela lui permet de participer à la création de la première association de femmes du Groenland à Nuuk, dont elle devient presidente. Plusieurs associations de femmes locales sont créées par la suite, et lorsque celles-ci sont réunies en une association nationale (l'APK - Kalaallit Nunaanni Arnat peqatigiit Kattuffiat) en 1960, Chemnitz en devient présidente.
En 1948, elle devient membre de la Commission du Groenland, dont elle est la seule femme. Elle travaille dans plusieurs comités, ce qui lui permet, entre autres, de créer deux écoles familiales à Qaqortoq et Aasiaat.
Elle meurt le 1er décembre 1978 à Nuuk.

## Honneurs
Lorsqu'elle quitte son poste à la commission du Groenland en 1950, elle reçoit la médaille d'or de Den Kongelige Belønningsmedalje.
Elle est représentée en 1998 sur les timbres groenlandais à l'occasion des vingt ans de son décès.

## Vie privée
Ses parents sont Kanuthus Josefsen et Juliane Kielsen. Elle se marie en 1917 avec Jørgen Chemnitz, ensemble ils ont eu 6 enfants.